# Джорджевич, Саша
Саша Джорджевич (серб. Саша Ђорђевић; род. 4 августа 1981, Кралево) — югославский и сербский футболист, защитник.

## Карьера
Начал профессиональную карьеру в 2001 году в составе клуба «Бане» из Рашки. В составе «Бане» выступал до середины 2004 года и сыграл в 79 матчах и забил 13 голов. Летом 2004 года перешёл в «Рад» из Белграда. За два сезона проведённых в составе белградской команды, Жоржевич сыграл 41 матч и забил один гол. В те годы некоторое время был членом боснийского «Железничара».
В 2007 году вернулся в сербский «Рад» и за один сезон в этом клубе сыграл в 23 матчах. В 2008 году перебрался в Казахстан и подписал контракт с карагандинским «Шахтёром». В составе «горняков», Жоржевич выступал до конца 2010 года и за это время сыграл в 78 матчах и забил три гола. В начале 2011 года подписал контракт с клубом из Узбекистана — ташкентским «Бунёдкором». За «Бунёдкор» выступал до конца сезона 2012 года и за это время сыграл в 16 матчах. В 2013 году выступал за сербский «Синджелич».

## Достижения
«Шахтёр»
- Бронзовый призёр чемпионата Казахстана: 2009
- Финалист Кубка Казахстана: 2009, 2010

«Бунёдкор»
- Чемпион Узбекистана: 2011
- Серебряный призёр чемпионата Узбекистана: 2012
- Обладатель Кубка Узбекистана: 2012